# François de Revol
François de Revol, né le 2 février 1716 au château de Terrebasse et mort à Oloron  le 25 avril 1783, est un ecclésiastique qui fut évêque d'Oloron de 1742 à 1783.

## Biographie
François de Revol est le fils de Louis vicomte de Revol et d'Avoye de Micoud. Son frère Joseph est major du régiment Dauphiné-Infanterie, il est le petit-neveu de Joseph de Revol et le 3e évêque consécutif d'Oloron issu de cette famille du Dauphiné. Il nait à Ville-sous-Anjou. Tonsuré à Vienne le 2 avril 1729, il fait ses études au séminaire Saint-Sulpice de Paris et devient sous-diacre à Paris le 20 avril 1737. Il est nommé évêque en 1742  à l'âge de 27 ans, confirmé le 9 juillet et consacré dans la chapelle Saint-Sulpice de la cathédrale d'Auch,  en août,  par son prédécesseur et cousin-germain de son père,  Jean-François de Montillet de Grenaud, devenu archevêque d'Auch.
Il proteste en 1755 en faveur de Christophe de Beaumont et en 1762 pour défendre l'Ordre des Jésuites. C'est lui qui ordonne et nomme vicaire de Sainte-Marie, Jean-Baptiste Pierre Saurine âgé de 28 ans, futur évêque constitutionnel des Landes puis évêque concordataire de Strasbourg, qu'il doit ensuite interdire pour indiscipline lorsqu'il refuse sa mutation comme vicaire d'Urdos. François de Revol teste le 3 avril 1783 et meurt le 25 du même mois. Son testament est établi en faveur du chapitre de son ancien séminaire parisien qui fait l'inventaire de tous ses biens et le publie.